# Sovjetrepubliken Buchara
Sovjetrepubliken Buchara (uzbekiska: Бухоро Халқ Совет Республикаси, tadzjikiska/galacha: Ҷумҳурии Халқии Шӯравии Бухоро; ryska: Бухарская Народная Советская Республика) var en sovjetrepublik som bildades 1920 direkt efter Ryska revolutionen som ersättning för Bucharaemiratet. 1924 splittrades den upp mellan Uzbekiska SSR och Turkmenska SSR under den nationella avgränsningen i Sovjetunionen.

## Historia
Sovjetrepubliken skapades 8 oktober 1920 efter att Röda armén attackerat Buchara och tvingat Emiren fly till Dusjanbe (senare till Kabul). Den första ledaren var Faizullah Chodzjajev, efter att han tog över regeringen, Folknazirernas råd.
Med sovjetisk terminologi var republiken en "revolutionärt-demokratisk diktatur för proletariatet och bönderna", ett övergångsstadium till en sovjetrepublik. 1921 antogs en ny konstitution, som tillät privat ägande av mark och gav rösträtt till icke-proletärer, men släktingar till den gamla emiren, tjänstemän och storgodsägare fick inte rösta. Bara två veckor efter att republiken skapades hade medlemskapet i Kommunistpartiet ökat till 14 000, efter att många invånare var ivriga att bevisa sin lojalitet mot den nya regimen. Ett stort antal uteslutningar gjorde att medlemsantalet sjönk till bara 1 000 år 1922. 
Eftersom landet var muslimskt så behöll man stjärnan och halvmånen från Bucharaemiratets flagga, men lade till hammaren och skäran.
1924 ritades nya gränser för sovjetrepublikerna, och Buchara röstade mot sin egen existens och blev en del av den nya Uzbekiska SSR och lite av den också nya Turkmenska SSR. Numera ligger det tidigare Buchara i delar av Uzbekistan, Turkmenistan och Tadzjikistan.
Chodzjajev blev den första ledaren över Uzbekiska SSR, men blev den 15 mars 1938 avrättad under den stora terrorn tillsammans med en stor del av Centralasiens intelligentia.

## Geografi
Buchara var 182 193 km², och hade en befolkning på  2,2 miljoner. Sovjetrepubliken gränsade i norr och sydväst med Turkestanska ASSR, i söder mot Emiratet Afghanistan, och i nordväst mot Khorezm PSR, som tillsammans splittrade upp Turkestanska ASSR i en nordlig och en sydlig del. Precis som Bucharaemiratet så var Buchara uppdelat i två delar: Västra Buchara och Östra Buchara. Under den nationella avgränsningen i Sovjetunionen så blev en stor del av Västra Buchara en del av Uzbekiska SSR, förutom en liten del i söder, som blev en del av Turkmenska SSR. Östra Buchara blev en del av Tadzjikiska ASSR, vilket senare, 1929, blev Tadzjikiska SSR.